# MACS J0025.4-1222

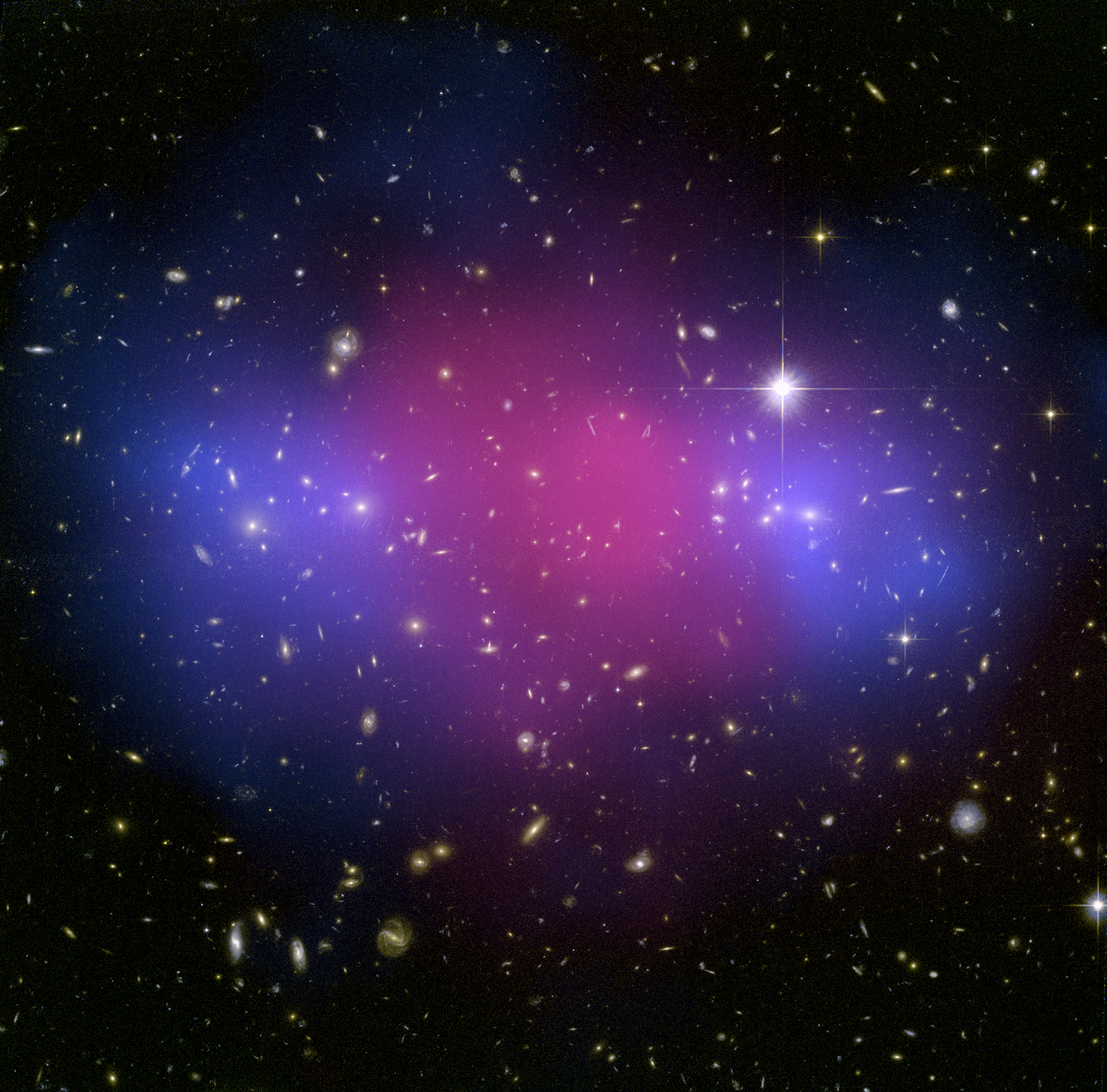
Zdjęcie uzyskane przez nałożenie obrazów z teleskopów Hubble’a i Chandra

MACS J0025.4-1222 – zderzenie gromad galaktyk, zarejestrowane przez Kosmiczny Teleskop Hubble’a i Teleskop kosmiczny Chandra.
Podobnie jak sfotografowana wcześniej gromada 1E0657-558 obserwacje tej gromady dają jeden z najlepszych znanych do tej pory dowodów na istnienie hipotetycznej ciemnej materii we Wszechświecie.
Gromada położona jest w gwiazdozbiorze Wieloryba i odległa o 5,6 miliardów lat świetlnych od Ziemi.